# Liutari, Bohuslav
Liutari (în ucraineană Лютарі) este un sat în comuna Savarka din raionul Bohuslav, regiunea Kiev, Ucraina.

## Demografie
Componența lingvistică a localității Liutari
     Ucraineană (98,43%)
     Rusă (1,57%)
Conform recensământului din 2001, majoritatea populației localității Liutari era vorbitoare de ucraineană (98,43%), existând în minoritate și vorbitori de rusă (1,57%).